# Puppet Master: The Legacy
A Puppet Master: The Legacy 2003-as direkt-videóra kiadott amerikai horrorfilm, amely C. Courtney Joyner és David Schmoeller tollából íródott. A "The Legacy"-t a sorozat szellemi atyja, Charles Band rendezte. Ez a nyolcadik film a Gyilkos bábok sorozatban, az 1994-es Gyilkos bábok 5. folytatása. A főszerepben Jacob Witkin, az idős Peter Hertz szerepében, és Kate Orsini. A film nagy része flashbackekből (visszatekintés) áll, amelyek valójában a sorozat összes korábbi részeiből lett összevágva.

## Történet
A film Eric Weiss történetét meséli el, akit gyermekként a Második világháborúban a nácik fogságából a bábkészítő André Toulon mentett ki. A fiatal gyermeket elbűvölte Toulon természetfeletti képessége, ahogyan életet lehel gondosan kidolgozott figuráiba. Weiss egész életét Toulon titkának megfejtésére áldozta fel, azonban Weiss nem sejti, hogy nem csak ő szeretne rájönni a képletre.

## Szereposztás
- Kate Orsini mint Maclain
- Jacob Witkin mint Eric Weiss/Peter Hertz
- Guy Rolfe mint André Toulon (archív felvételen)
- Ian Abercrombie mint Dr. Hess (archív felvételen)

## Bábok
- Blade
- Pinhead
- Jester
- Tunneler
- Six-Shooter

### Archív felvételeken
- Leech Woman
- Torch
- Totem
- Djinn The Hobgoblin
- Decapitron
- Tank
- Retro Blade
- Retro Pinhead
- Drill Sergeant (Retro Tunneler)
- Retro Six-Shooter
- Cyclops
- Doctor Death

## Megjelenés
- A Puppet Master: The Legacy hazánkban nem került forgalmazásba.
- A film 2017-ben a Full Moon Features forgalmazásában Blu-ray disc-en megjelent digitálisan felújított változatban az Egyesült Államokban.[2][3]

## Kritikai fogadtatás
- A Rotten Tomatoes esetében a film 5025 felhasználó értékelése alapján 21%-os minősítést kapott.[4]
- Az IMDb filmadatbázison 3.3 ponton állt 2018. novemberében.[5]
- "A Puppet Master: The Legacy a nyolcadik bejegyzés a franchise-ban, és ez Charles Band első (Robert Talbot álnéven) rendezése . A sorozat rajongói valószínűleg csalódni fognak ezen epizódban, mivel a The Legacy alapvetően az egész franchise felidézése. Ez azt jelenti, hogy nagyon sok gyilkos jeleneteket kapunk a korábbi részek mészárlásaiból, viszont ez film történetének kárára megy, önálló cselekménye minimális. Bár a Puppet Master filmek soha közelébe nem kerültek a "jó" film minősítéshez, de itt egy elfogadható nyolcvan perces filmet forgattak le, amely valójában nem volt nehéz feladat. Az új jelenetek egy zárt helyiségben zajlanak, melyeket úgy néz ki mint amit kb. egy nap alatt forgattak le. Mindezen erős hibái ellenére is Puppet Master: The Legacy az egyik legjobb film a sorozatban."[6]
- "Ez a film egy óriási nagy nulla. Miért Puppet Master: The Legacy címet kapta, kérdezhetném jogosan. Nos, azon egyszerű oknál fogva ez alig illeszkedik a film alaptörténetéhez, mivel csak egy fél óra az újonnan felvett anyag. A többiek mindegyike a korábbi báb mesterfilmekből készült készletfilmek, amelyeket flashback-ként használnak. Ez a nyolcadik bejegyzés a Puppet Master franchise-ből. Ez nem folytatás, hanem egy összeállítás, válogatás az előző részekből legjobb, legizgalmasabb jeleneteiből! Az új fél órás cselekményben (milyen cselekmény?) van egy lány, aki megpróbálja elpusztítani a bábokat, amíg Eric Weiss-el kapcsolatba nem kerül. Weiss úgy dönt, elmeséli a bábok történetét amelyet a film az előző hét részből állított össze."[7]

## Háttér
A film jeleneteinek nagy része a Gyilkos bábok korábbi (beleértve a Paramount Pictures által forgalmazott epizódokat is) részeinek összevágott felvételeiből áll. A filmhez mindössze 30 perc új jelenetet vettek fel, a többi archív felvétel az előző részekből. Ez a film ugyanazokat a bábokat használja, mint a 7., illetve 8. rész. Ez az első Puppet Master film, amelyet a Full Moon vezérigazgatója, Charles Band rendezett. Ez volt az egyetlen rész, melyet a Shadow Entertainment készített.